# Marvels (film)
Marvels (ang. The Marvels) – amerykański fantastycznonaukowy film akcji z 2023 roku na podstawie serii komiksów o superbohaterce Carol Danvers wydawnictwa Marvel Comics. Za reżyserię odpowiada Nia DaCosta na podstawie scenariusza, który napisała razem z Megan McDonnell i Elissą Karasik. W tytułowej roli powróciła Brie Larson, a obok niej w głównych rolach wystąpili: Teyonah Parris, Iman Vellani, Zawe Ashton, Gary Lewis, Park Seo-joon, Zenobia Shroff, Mohan Kapur, Saagar Shaikh i Samuel L. Jackson.
Marvels wchodzi w skład V Fazy Filmowego Uniwersum Marvela. Jest to trzydziesty trzeci film należący do tej franczyzy, który stanowi część jej drugiego rozdziału zatytułowanego Saga Multiwersum. Jest on kontynuacją filmu Kapitan Marvel z 2019 roku. Światowa premiera filmu Marvels miała miejsce 7 listopada 2023 roku w Las Vegas. W Polsce film zadebiutował 10 listopada tego samego roku. 

## Obsada
- Brie Larson jako Carol Danvers / Kapitan Marvel, była pilot U.S. Air Force, która wskutek zniszczenia rdzenia samolotu stworzonego dzięki energii Tesseraktu, zyskała nadludzką siłę oraz zdolności latania i emitowania energii[5].
- Teyonah Parris jako Monica Rambeau, córka Marii Rambeau, posiada zdolność absorbowania energii[6].
- Iman Vellani(inne języki) jako Kamala Khan / Ms. Marvel, muzułmańska nastolatka pochodzenia pakistańskiego, która mieszka w Jersey City[6].
- Zawe Ashton(inne języki) jako Dar-Benn, wojowniczka Kree[7][8].
- Gary Lewis jako Dro’ge, cesarz Skrulli[9].
- Park Seo-joon jako Yan, książę z planety Aladna i mąż Danvers[10][9].
- Zenobia Shroff(inne języki) jako Muneeba Khan, matka Kamali i Amira[11].
- Mohan Kapur(inne języki) jako Yusuf Khan, ojciec Kamali i Amira[11].
- Saagar Shaikh(inne języki) jako Amir Khan, starszy brat Kamali[11].
- Samuel L. Jackson jako Nick Fury, były dyrektor T.A.R.C.Z.Y., który dowodzi bazą M.I.E.C.Z.–a[11].

Swoje role z poprzednich filmów franczyzy powtórzyły Tessa Thompson jako Walkiria, władczyni Asgardu, która należała do elitarnej jednostki wojowniczek; Hailee Steinfeld jako Kate Bishop, uczennica Clinta Bartona, którą szkolił na swoją następczynię i Lashana Lynch jako Maria Rambeau, nieżyjąca pilot U.S. Air Force, była dyrektorka M.I.E.C.Z.-a, najlepsza przyjaciółka Carol Danvers i matka Moniki. Lynch ponadto zagrała w scenie pomiędzy napisami alternatywny wariant tej postaci, Binary. 
W filmie ponadto wystąpili: Leila Farzad jako Talia i Abraham Popoola jako Dag, pracownicy bazy M.I.E.C.Z.–a; Daniel Ings jako Ty-Rone, doradca Dar-Benn oraz w scenie między napisami Kelsey Grammer jako Hank McCoy / Bestia, mutant pokryty futrem, mający chwytne stopy i nadludzkie zdolności fizyczne. Grammer powtórzył swoją rolę z serii filmów X-Men.

## Produkcja

### Rozwój projektu
W lipcu 2019 roku podczas San Diego Comic-Conu Kevin Feige poinformował, że powstanie sequel Kapitan Marvel z 2019 roku. W styczniu 2020 roku ujawniono, że Megan McDonnell napisze scenariusz, a w kwietniu została wyznaczona amerykańska data premiery na 8 lipca 2022 roku z tymczasowym tytułem Captain Marvel 2. W sierpniu poinformowano, że za reżyserię odpowiadać będzie Nia DaCosta. W grudniu data premiery została przesunięta na 11 listopada oraz potwierdzono, że będzie on częścią IV Fazy Filmowego Uniwersum Marvela. Na początku maja 2021 roku ujawniono, że tytuł filmu będzie brzmiał The Marvels. W październiku data premiery filmu została przesunięta na 17 lutego 2023, a w kwietniu 2022 roku – na 28 lipca 2023. W lipcu 2022 roku poinformowano, że film jednak rozpocznie Fazę V i będzie wchodził w skład The Multiverse Saga. W styczniu 2023 roku ujawniono, że nad scenariuszem pracowały również Elissa Karasik i DaCosta. W lutym przesunięto ponownie datę premiery filmu na listopad.

### Casting
W październiku 2019 roku potwierdzono powrót Brie Larson w tytułowej roli. W grudniu 2020 roku do obsady dołączyły Iman Vellani jako Kamala Khan i Teyonah Parris jako Monica Rambeau. W lutym 2021 roku poinformowano, że Zawe Ashton została obsadzona w roli antagonisty. W czerwcu poinformowano, że Park Seo-joon zagra w filmie. We wrześniu do obsady dołączyli: Samuel L. Jackson jako Nick Fury, Randall Park jako Jimmy Woo, Saagar Shaikh jako Amir Khan, Zenobia Shroff jako Muneeba Khan i Mohan Kapur jako Yusuf Khan. 
W styczniu 2022 roku pojawiła się informacja, że Tessa Thompson i Lashana Lynch powtórzą role Walkirii i Marii Rambeau z poprzednich filmów franczyzy. W kwietniu 2023 roku ujawniono, że Ashton zagra Dar-Benn oraz że w filmie wystąpią również Daniel Ings jako Ty-Rone oraz Caroline Simonnet i Jessica Zhou. Potwierdzono wtedy również obecność Lynch w filmie.

### Zdjęcia i postprodukcja
W kwietniu 2021 roku zrealizowano zdjęcia lokacyjne w Jersey City, a główne zdjęcia do filmu rozpoczęły się w sierpniu w Pinewood Studios pod Londynem pod roboczym tytułem Goat Rodeo. Początkowo miały się one rozpocząć pod koniec maja. Pod koniec sierpnia zdjęcia zrealizowano w Tropei we Włoszech. We wrześniu nakręcono sceny w Los Angeles. Prace na planie zakończyły się pod koniec listopada. Za zdjęcia odpowiadał Sean Bobbitt, scenografię przygotowała Cara Brower, a kostiumy zaprojektowała Lindsay Pugh.
Montażem zajęli się Catrin Hedström i Evan Schiff.

## Muzyka
W styczniu 2022 roku poinformowano, że Laura Karpman została zatrudniona do skomponowania muzyki do filmu.

## Promocja
11 kwietnia 2023 roku pojawił się pierwszy zwiastun filmu.

## Wydanie
Światowa premiera filmu Marvels miała miejsce 7 listopada 2023 roku w Las Vegas. W wydarzeniu tym uczestniczyła ekipa produkcyjna filmu oraz zaproszeni goście. Premierze tej towarzyszył czerwony dywan oraz szereg konferencji prasowych
Dla szerszej publiczności w Stanach Zjednoczonych i w Polsce film zadebiutował 10 listopada tego samego roku. Początkowo amerykańska premiera była zapowiedziana na 8 lipca 2022 roku, lecz została wielokrotnie przesunięta, najpierw na 11 listopada, a następnie na: 17 lutego, 28 lipca oraz 10 listopada 2023 roku.

## Odbiór

### Box office
Film w pierwsze trzy dni zarobił w Stanach Zjednoczonych zaledwie 47 mln dolarów, uzyskując tym samym najgorszy wynik w historii MCU. Jak podaje serwis Box Office Mojo, dzieło Nii DaCosty uzyskało miano najgorzej zarabiającego filmu osadzonego w Kinowym Uniwersum Marvela.
Analitycy rynku kinowego w USA uważają, że straty związane z tym filmem będą kosztować wytwórnię Disneya ponad 200 mln dol.

### Krytyka w mediach
W serwisie Rotten Tomatoes 61% z 248 recenzji uznano za pozytywne, a średnia ocen wystawionych na ich podstawie wyniosła 5,9/10. Na portalu Metacritic średnia ważona ocen z 53 recenzji wyniosła 50 punktów na 100.

### Nagrody i nominacje
| Rok  | Ceremonia                                          | Kategoria                                                    | Nominowani                                                                      | Rezultat  | Przypis |
| ---- | -------------------------------------------------- | ------------------------------------------------------------ | ------------------------------------------------------------------------------- | --------- | ------- |
| 2023 | Las Vegas Film Critics Society Awards              | Najlepsza młoda aktorka w filmie                             | Iman Vellani                                                                    | Nominacja | [ 45 ]  |
| 2023 | Washington DC Area Film Critics Association Awards | Najlepszy występ młodego aktora / młodej aktorki             | Iman Vellani                                                                    | Nominacja | [ 46 ]  |
| 2023 | Hollywood Music In Media Awards                    | Najlepsza ścieżka dźwiękowa w filmie Sci-Fi / Fantasy        | Laura Karpman                                                                   | Wygrana   | [ 47 ]  |
| 2023 | Indiana Film Journalists Association Awards        | Przełomowy występ roku                                       | Iman Vellani                                                                    | Nominacja | [ 48 ]  |
| 2024 | Hawaii Film Critics Society Awards                 | Najlepszy film fantastycznonaukowy                           | Marvels                                                                         | Nominacja | [ 49 ]  |
| 2024 | Hawaii Film Critics Society Awards                 | Najlepsza adaptacja komiksu                                  | Marvels                                                                         | Nominacja | [ 49 ]  |
| 2024 | Utah Film Critics Association Awards               | Vice/Martin Award                                            | Iman Vellani                                                                    | Wygrana   | [ 50 ]  |
| 2024 | VES Awards                                         | Najlepsze efekty specjalne w specjalnym miejscowym projekcie | Tim Kafka, Mariana Suarez Rodriguez, Toya Drechsler, Juan Sebastian Niño Florez | Nominacja | [ 51 ]  |
| 2024 | People’s Choice Awards                             | Ulubiony film akcji                                          | Marvels                                                                         | Nominacja | [ 52 ]  |
| 2024 | People’s Choice Awards                             | Ulubiona gwiazda kina akcji                                  | Brie Larson                                                                     | Nominacja | [ 52 ]  |